# Currie Cup Premier Division 2019
La Currie Cup Premier Division de 2019 fue la octogésima primera edición del principal torneo de rugby provincial de Sudáfrica.
El campeón fue el equipo de Free State Cheetahs quienes obtuvieron su sexto campeonato.

## Sistema de disputa
El torneo se disputó en formato liga donde cada equipo se enfrentó a los equipos restantes, luego los mejores cuatro clasificados disputaron semifinales y final.
Mientras que el séptimo clasificado disputará un partido de promoción frente al subcampeón de la segunda división, debido a que el campeón esta impedido de ascender debido a que fue invitado al torneo.

## Clasificación
| Pos. | Equipo              | Encuentros | Encuentros | Encuentros | Encuentros | Tantos | Tantos | Tantos | PB | PB | Puntos |
| Pos. | Equipo              | PJ         | PG         | PE         | PP         | F      | C      | Dif    | BO | BD | Puntos |
| ---- | ------------------- | ---------- | ---------- | ---------- | ---------- | ------ | ------ | ------ | -- | -- | ------ |
| 1.º  | Free State Cheetahs | 6          | 4          | 0          | 2          | 234    | 162    | +72    | 4  | 2  | 22     |
| 2.º  | Golden Lions        | 6          | 4          | 0          | 2          | 173    | 174    | -1     | 4  | 2  | 22     |
| 3.º  | Griquas             | 6          | 4          | 0          | 2          | 178    | 175    | +3     | 4  | 1  | 21     |
| 4.º  | Natal Sharks        | 6          | 4          | 0          | 2          | 170    | 179    | -9     | 2  | 1  | 19     |
| 5.º  | Western Province    | 6          | 2          | 0          | 4          | 176    | 146    | +30    | 2  | 4  | 14     |
| 6.º  | Blue Bulls          | 6          | 2          | 0          | 4          | 143    | 191    | -48    | 2  | 0  | 10     |
| 7.º  | Pumas               | 6          | 1          | 0          | 5          | 161    | 208    | -47    | 3  | 2  | 9      |

|  | Semifinalistas. |
|  | Promoción.      |

### Semifinales
| 31 de agosto | Golden Lions | 34 - 19 | Griquas | Ellis Park Stadium, Johannesburgo |  |

| 31 de agosto | Free State Cheetahs | 51 - 30 | Natal Sharks | Free State Stadium, Bloemfontein |  |

### Final
| 7 de septiembre | Free State Cheetahs | 31 - 28 | Golden Lions | Free State Stadium, Bloemfontein |  |

| Bandera de Sudáfrica        |
| Campeón Free State Cheetahs |
| Sexto título                |

## Promoción
| 6 de septiembre | Pumas | 49 - 5 | Griffons | Mbombela Stadium, Nelspruit |  |

- Los Pumas mantienen la categoría para la próxima temporada.